# Alfredo Calzolari
Alfredo Calzolari (Molinella, 12 febbraio 1897 – Molinella, 17 aprile 1945) è stato un partigiano italiano.
Medaglia d'oro al valor militare alla memoria.

## Biografia
Attivo nell'organizzazione socialista clandestina del suo paese, nel marzo del 1941 fu arrestato e mandato al confino.
Calzolari fu rilasciato dopo cinque mesi riprendendo clandestinamente la sua attività di antifascista e, non a caso, quando arrivò l'armistizio, fu tra i primi organizzatori della Resistenza armata a Molinella, distinguendosi per coraggio e per acume politico. Nei giorni che precedettero la Liberazione, la "Brigata Matteotti Pianura", diretta da "Falco" − questo il suo nome di battaglia − si distinse in numerosi combattimenti, infliggendo gravi perdite alle truppe tedesche in ritirata ed operando per impedire la distruzione di bacini idrovori che gli occupanti avevano minato. Durante l'ennesimo scontro, Alfredo Calzolari rimase mortalmente ferito, ma fino all'ultimo istante esortò i suoi compagni a proseguire nell'azione intrapresa.